# Hospital Nacional Profesor Alejandro Posadas
El Hospital Nacional Profesor Alejandro Posadas es una institución de asistencia médica de alta complejidad  ubicada en El Palomar, partido de Morón, provincia de Buenos Aires, Argentina. El centro desarrolla tareas de prevención, tratamiento y rehabilitación de la salud dando respuesta a los pacientes en todas las etapas de su vida. Es centro de formación profesional para diversas especialidades de salud y referentes en investigación clínica.
La institución depende del Ministerio de Salud de la Nación, y funciona de manera descentralizada como parte del régimen de Hospitales Públicos de Autogestión.
Está emplazado sobre una extensión de 22 ha y tiene 72 000 m² de superficie cubierta distribuidos en siete pisos divididos en cuatro pabellones agrupados por sectores AB y CD, más dos bloques de tres pisos cada uno (E y F) unidos por un bloque central (Sector H).
Atiende a un área de influencia de alrededor de 6 000 000 de habitantes, que comprende los partidos de: Morón, Ituzaingó, 3 de Febrero, Hurlingham, La Matanza, Merlo, San Miguel, José C. Paz y Moreno, extendiéndose en menor medida a General Rodríguez, Marcos Paz, General Las Heras y General San Martín. Además recibe derivaciones de todo el país, debido a que es un Centro de Referencia Nacional para el tratamiento de patologías que requieren de alta complejidad.

## Infraestructura
Algunas cifras:
- Cuenta con 82.000 m² cubiertos emplazados en 22 ha
- 619 camas de cuidados generales, intermedios e intensivos.
- Alrededor de 20.000 personas circulan por día por el hospital.
- En el último año, alrededor de 800.000 personas fueron atendidas en consultorios externos y guardia.
- Más de  4.500.000 determinaciones se realizan anualmente en el Laboratorio.
- Cuenta con 221 consultorios de especialidades, subespecialidades y 49 equipos interdisciplinarios que dan respuesta a las patologías más diversas y complejas de niños, embarazadas y adultos.
- En el último año se realizaron 14953  cirugías y se aplicaron 52740 vacunas.

La Institución es centro de referencia nacional para patologías de alta complejidad dentro del sistema de Salud Pública Argentina, entre las que se destacan:
- Hemodinamia intervencionista.
- Electrofisiología y marcapasos.
- Cirugía cardiovascular en niños y adultos.
- Hemodiálisis.
- Laboratorios para Biología molecular y citometría de flujo.
- Cámara Gamma con Tomografía.
- Ecografía Obstétrica de alta complejidad.
- Farmacia clínica.
- Estudios del sueño: Videoelectroencefalografía y polisomnografía.
- Videoendoscopía digestiva y pulmonar.
- Ecografía doppler tridimensional.
- Programa de hipoacusia: Implante coclear.
- Trasplantes de córnea y huesos.
- Neurocirugía funcional de Parkinson y movimientos anormales.

## Historia

### Creación
Surgió a fines de los años 1950 como iniciativa de la Fundación Eva Perón, proyectado y diseñado por el ministro de Salud Dr. Ramón Carrillo, tomando el nombre de Clínica y Cirugía del Tórax, proyectado para cumplir funciones en la atención de enfermos con afecciones pulmonares crónicas y con especial dedicación a pacientes afectados por tuberculosis. Luego del derrocamiento del presidente Juan Domingo Perón, las obras continuaron durante la gobierno de la así llamada Revolución Libertadora, que disolvió la Fundación. Durante años funcionó el edificio como la sede de los Institutos Nacionales de la Salud (INS) Instituto Nacional de la Salud.
En abril de 1958, el Ministerio de Salud Pública, concretó la creación del "Instituto Nacional de la Salud", inaugurado por el presidente de facto Pedro Aramburu con once Institutos de Investigación, de los cuales se iniciaron solo siete: Hematología, Reumatología, Neumonología, Alergia, Gastroenterología, Endocrinología, Anatomía Patológica. En ese entonces no se brindaba atención médica a la población, sino que se tomaban solo aquellos datos útiles para el desarrollo de esas investigaciones. Junto a los centros de investigación funcionaban en las instalaciones algunos cursos sobre Salud Pública, el Bachillerato Técnico con orientación en Salud, la formación de Enfermería y una pensión para estudiantes del interior del país. en abril de 1970 se habilitan 360 camas y pasa a llamarse Policlínico Profesor Dr. Alejandro Posadas.
El 24 de junio de 1968, por la ley 17.787 se permitió su organización como Hospital Nacional de Agudos, cuyo objetivo fue la derivación de problemas de salud de difícil solución en hospitales provinciales o municipales de menor complejidad.[cita requerida]

### La dictadura en el Posadas
Tras el golpe militar que el 24 de marzo de 1976 instauró una dictadura cívico militar en el país, en la madrugada del domingo 28 de marzo de 1976 fue ocupado, "en forma intempestiva y violenta", por fuerzas del Ejército, a cargo del General Reynaldo Benito Antonio Bignone, con apoyo de un gran número de soldados fuertemente armados, tanques, helicópteros y camiones de asalto. Con el procedimiento militar se hizo cargo como Interventor el Coronel Médico Agatino Di Benedetto. 

El Batallón de Inteligencia 601 del Ejército Argentino, elaboró un informe caratulado como “Proceso en el Policlínico Posadas", en el mismo explica las posibles causas de la intervención, postulando tres hipótesis. 
- Que en el hospital existía de una posta sanitaria del ERP 22 para apoyar a la provincia de Tucumán: señalando que según datos aportados por la Secretaría de Inteligencia del Estado (SIDE), se tuvo conocimiento de que un grupo de médicos del hospital pertenecía al “ERP 22”, y formaban parte de la escuela de postas sanitarias para prestar apoyo médico a Tucumán. Pero dicha posibilidad fue descartada inmediatamente en razón de la forma de actuación de dicha organización.
- Que en el hospital existía una posta sanitaria dedicada a atender a elementos subversivos. Esta hipótesis estaba basada entre otras razones en la atención a heridos de bala en los quirófanos de la institución; la desaparición de ropa, equipos de curaciones e instrumental de diverso tipo. Asimismo, se menciona la circunstancia de que Lidia Hajewski habría oficiado de chofer para transportar a médicos al dispensario existente en el barrio de emergencia aledaño al nosocomio. [cita requerida]Un informe suministrado por la SIDE daba cuenta que en el mes de octubre de 1975 se había atendido a dos subversivos heridos de gravedad, en la sala de Terapia Intensiva.
- Que el Hospital Posadas funcionaba como centro de adoctrinamiento ideológico y de apoyo a la subversión, la posible injerencia en el mismo del “Partido Comunista Argentino” a través de ATE y el accionar de Montoneros JTP.-Morón, Regional I.

Estos se catalogaron como los motivos y el sustento de la intervención. Sin embargo, es de destacar que al finalizar el informe en cuestión se descartaron todas las hipótesis analizadas.
A partir de la intervención, con la intención de controlar el acceso y salida de los trabajadores del policlínico, se apostaron en las entradas soldados armados quienes tenían en su poder listas que habían sido previamente confeccionadas sobre la base de la información recogida del documento elaborado por el Batallón de Inteligencia 601, que contenían los nombres de las personas que debían ser detenidas en pos de “la lucha contra la subversión”, en la que constaban datos relativos a setenta y un personas y la imputación que pesaba sobre cada una de ellas, clasificándolas como “activista de izquierda”, “dirigente sindical”, “elemento perturbador”, “comunista”, “elemento subversivo”, “afiliado al Partido Comunista”, “reclutador de elementos de izquierda”, “activista virulento”, “activista ideológico”, entre otros. Todas las personas que se encontraban en la lista fueron detenidas y desaparecidas en procedimientos realizado los días 28, 29, 30 y 31 de marzo de 1976.

#### Grupo Swat
El 13 de abril de 1976, el Secretario de Estado de Salud Pública designó como Director del Policlínico Posadas al Coronel Médico Julio Ricardo Esteves,  quien comenzó a disponer las bajas del personal en los términos de las leyes de facto 21.260 y 21.274 y propició la llegada de un grupo de hombres a quienes les asignó funciones de guardias de seguridad y se mantuvo en funciones hasta el 8 de marzo de 1977. Así en el Hospital Posadas se conformó un grupo al que llamaban “Swat”, de más de diez personas, formalmente designadas para la vigilancia del nosocomio y el aseguramiento de la integridad y del patrimonio de sus empleados y de los profesionales que allí prestaban su labor, pero que en realidad se avocaron a otras funciones relacionadas con la alegada «lucha antisubversiva».
Este grupo “Swat” actuó entre julio de 1976 y enero de 1977. En el hospital, mediante la ostentación permanente de armas, comenzó a perseguir, controlar e intimidar a todo el personal, amenazándolo, humillándolo, imponiéndole condiciones o pautas a las que debía sujetarse, que impedían la armónica prestación de servicios en el nosocomio. Llegaron incluso a secuestrar y torturar a varios de los trabajadores del Posadas. 
Asimismo, el grupo ocupó “El Chalet”, donde además vivían, desde donde montaron la estructura de un centro clandestino de detención, a los efectos de mantener a sus víctimas todas ellas trabajadores del hospital secuestradas y torturarlas.

#### Centro clandestino de detención
Dentro del predio del Hospital Nacional “Profesor Alejandro Posadas” sito en la Avenida Martínez de Hoz entre Avenida Marconi y Pedriel, de la localidad de El Palomar, provincia de Buenos Aires, existían dos chalets, destinados para vivienda del director y del administrador de ese nosocomio. Las dos se encontraban aproximadamente a doscientos metros del cuerpo principal del hospital; ambos se diferenciaban por el estilo de construcción. El correspondiente al administrador era de estilo americano y el otro, español.
El chalet destinado a vivienda del director del hospital funcionó un centro clandestino de detención, luego que el Dr. Rodríguez Otero, quien fue el director hasta 1976, fuera detenido ilegalmente y torturado y su familia obligada a abandonar El Chalet.  El chalet tenía dos plantas, era de estilo español, a dos aguas, con un porche en el ingreso que llevaba a un hall de acceso donde se encontraba una escalera de madera y baranda de hierro que comunicaba con la planta superior. En la planta baja había una cocina, un toilette, un living amplio con una puerta corrediza que lo conectaba con el comedor. Había una escalera que llevaba a la planta alta donde estaban las tres habitaciones, enlazadas por un pasillo, un baño, la habitación que era destinada para guardar la ropa, de un metro y medio, con estantes, similar a un clóset. Contaba también con una amplia terraza. El chalet se encontraba custodiado por perros y por personal del grupo Swat que impedían el paso. 
El día 11 de enero de 1977, personal de la Fuerza Aérea, realizó un operativo a fin de desarticular el grupo Swat, que culminó con la detención de sus integrantes.

#### Los desaparecidos del hospital
Once trabajadores del Hospital Posadas fueron desaparecidos durante la última dictadura cívico-militar:
- María Ángela “Nené” Cairo Rivero de Garassino
- Julio César Quiroga
- Jorge Mario Roitman: a ͣfinales de 2017, el equipo Argentino de Antropología Forense identificó los restos de Jorge Roitman, luego de que el 8 de noviembre de ese mismo año fueran hallados a solo 25 m del Chalet durante la construcción de un Centro de Integración Comunitaria en el hospital.
- Jacobo Chester
- María Teresa García de Cuello
- Josefina Teresa Pedemonte de Ruiz Vargas
- Eduardo Carla Sala
- Daniel Eduardo Calleja
- Ignacio Jesús Luna Sánchez
- Osvaldo Enrique Fraga
- María Ester Goulecdzian

### El hospital en democracia
En septiembre de 1984, con la apertura democrática y como parte del proceso de reconstrucción de las instituciones sociales, se designó un Interventor Médico. Desde entonces, se sucedieron una serie de intervenciones de acuerdo a las diversas gestiones ministeriales y momentos históricos del país.
En 1985, fue modificada su estructura institucional del lugar donde funcionara el centro clandestino de detención a efectos de poner en funcionamiento un establecimiento educativo, inaugurándose la Escuela N° 5. Actualmente, se encuentra funcionando una Escuela de Enfermería dependiente de la Universidad de Buenos Aires y el Espacio de Derechos Humanos
Durante la década del ´90, el Hospital pierde su condición de Institución Nacional y pasa a una administración compartida entre la Provincia de Buenos Aires y la Nación, generando una situación de incertidumbre y anomia, que perjudicó su óptimo funcionamiento.
En el año 2007, el Hospital Profesor Alejandro Posadas, es nuevamente nacionalizado, y pasa por ley nuevamente a la órbita del Gobierno Nacional, donde se dispone su reformulación como hospital de alta complejidad de referencia nacional para la atención de pacientes agudos en todas las etapas de su vida.